# Santuário Basílica Nossa Senhora d'Abadia
Santuário Basílica de Nossa Senhora da Abadia é uma templo católico de Uberaba, no estado de Minas Gerais, no Brasil, e pertencente à Arquidiocese de Uberaba. Foi fundado em 16 de julho de 1921 como paróquia. Há 85 anos a Congregação dos Sagrados Estigmas de Nosso Senhor Jesus Cristo o gerencia. Em 27 de janeiro, recebeu do Vaticano o título de basílica menor e a cerimônia de elevação contou com a presença do arcebispo Paulo Mendes Peixoto.

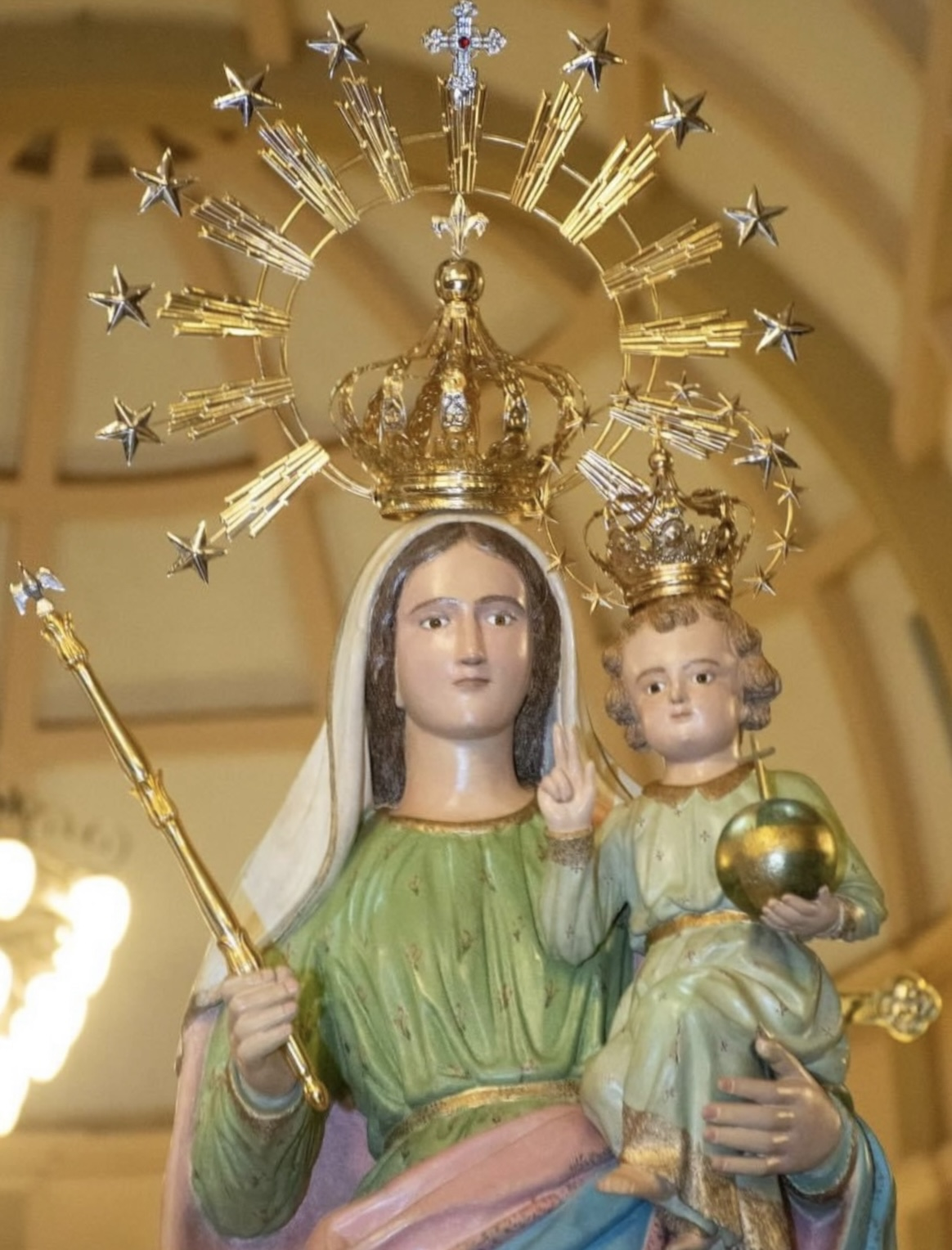
Imagem de Nossa Senhora D'Abadia

No dia 3 de outubro de 2023, o Papa Francisco, através do Dicastério para o Culto Divino e Disciplina dos Sacramentos, concede a coroação pontificia da imagem histórica na basílica. A imagem foi coroada em 1º de agosto de 2024, pelo Arcebispo de Uberaba, Paulo Mendes Peixoto.